# Herrarnas höga hopp i simhopp vid olympiska sommarspelen 2016
Herrarnas höga hopp i simhopp vid olympiska sommarspelen 2016 i Rio de Janeiro ägde rum 19 och 20 augusti i Maria Lenk Aquatics Center.

## Medaljörer
| Event              | Guld            | Silver                | Brons            |
| 10 meter höga hopp | Chen Aisen Kina | Germán Sánchez Mexiko | David Boudia USA |

## Resultat
Finalisterna har grön färg.
| Placering | Simhoppare             | Kval   | Kval      | Semifinal        | Semifinal        | Final            | Final            | Final            | Final            | Final            | Final            | Final            |
| Placering | Simhoppare             | Poäng  | Placering | Poäng            | Placering        | Hopp 1           | Hopp 2           | Hopp 3           | Hopp 4           | Hopp 5           | Hopp 6           | Poäng            |
| --------- | ---------------------- | ------ | --------- | ---------------- | ---------------- | ---------------- | ---------------- | ---------------- | ---------------- | ---------------- | ---------------- | ---------------- |
| 1         | Chen Aisen (CHN)       | 545,35 | 3         | 559,90           | 1                | 96,90            | 78,75            | 102,60           | 93,60            | 105,45           | 108,00           | 585,30           |
| 2         | Germán Sánchez (MEX)   | 430,05 | 12        | 462,05           | 9                | 84,15            | 81,60            | 82,50            | 98,05            | 95,20            | 91,20            | 532,70           |
| 3         | David Boudia (USA)     | 496,55 | 4         | 458,35           | 10               | 88,20            | 94,40            | 81,60            | 90,00            | 102,60           | 68,45            | 525,25           |
| 4         | Benjamin Auffret (FRA) | 470,45 | 5         | 477,00           | 4                | 80,00            | 86,70            | 76,50            | 94,05            | 89,10            | 81,00            | 507,35           |
| 5         | Martin Wolfram (GER)   | 468,80 | 6         | 466,15           | 8                | 90,00            | 76,80            | 95,20            | 59,40            | 86,40            | 85,10            | 492,90           |
| 6         | Qiu Bo (CHN)           | 564,75 | 2         | 504,70           | 2                | 94,50            | 47,25            | 102,00           | 102,60           | 47,50            | 94,35            | 488,20           |
| 7         | Rafael Quintero (PUR)  | 456,55 | 10        | 471,20           | 7                | 65,60            | 90,65            | 81,60            | 81,60            | 79,20            | 86,70            | 485,35           |
| 8         | Viktor Minibaev (RUS)  | 462,25 | 8         | 474,10           | 6                | 81,60            | 70,30            | 86,70            | 79,20            | 72,00            | 91,80            | 481,60           |
| 9         | Sascha Klein (GER)     | 463,40 | 7         | 475,00           | 5                | 65,60            | 90,65            | 94,50            | 37,80            | 81,60            | 54,00            | 424,15           |
| 10        | Iván García (MEX)      | 418,90 | 15        | 497,55           | 3                | 88,80            | 73,80            | 54,00            | 91,80            | 30,75            | 79,80            | 418,95           |
| 11        | Woo Ha-ram (KOR)       | 438,45 | 11        | 453,85           | 12               | 76,50            | 81,60            | 85,00            | 57,60            | 47,25            | 66,60            | 414,55           |
| 12        | Domonic Bedggood (AUS) | 413,85 | 17        | 454,95           | 11               | 72,00            | 86,40            | 68,45            | 44,55            | 44,20            | 88,20            | 403,80           |
| 13        | Steele Johnson (USA)   | 403,75 | 18        | 447,85           | 13               | Gick inte vidare | Gick inte vidare | Gick inte vidare | Gick inte vidare | Gick inte vidare | Gick inte vidare | Gick inte vidare |
| 14        | Vincent Riendeau (CAN) | 419,50 | 14        | 436,30           | 14               | Gick inte vidare | Gick inte vidare | Gick inte vidare | Gick inte vidare | Gick inte vidare | Gick inte vidare | Gick inte vidare |
| 15        | James Connor (AUS)     | 457,05 | 9         | 419,10           | 15               | Gick inte vidare | Gick inte vidare | Gick inte vidare | Gick inte vidare | Gick inte vidare | Gick inte vidare | Gick inte vidare |
| 16        | Hugo Parisi (BRA)      | 422,45 | 13        | 417,15           | 16               | Gick inte vidare | Gick inte vidare | Gick inte vidare | Gick inte vidare | Gick inte vidare | Gick inte vidare | Gick inte vidare |
| 17        | Nikita Sjleicher (RUS) | 418,15 | 16        | 415,75           | 17               | Gick inte vidare | Gick inte vidare | Gick inte vidare | Gick inte vidare | Gick inte vidare | Gick inte vidare | Gick inte vidare |
| 18        | Tom Daley (GBR)        | 571,85 | 1         | 403,25           | 18               | Gick inte vidare | Gick inte vidare | Gick inte vidare | Gick inte vidare | Gick inte vidare | Gick inte vidare | Gick inte vidare |
| 19        | Maxim Bouchard (CAN)   | 398,15 | 19        | Gick inte vidare | Gick inte vidare | Gick inte vidare | Gick inte vidare | Gick inte vidare | Gick inte vidare | Gick inte vidare | Gick inte vidare | Gick inte vidare |
| 20        | Víctor Ortega (COL)    | 386,85 | 20        | Gick inte vidare | Gick inte vidare | Gick inte vidare | Gick inte vidare | Gick inte vidare | Gick inte vidare | Gick inte vidare | Gick inte vidare | Gick inte vidare |
| 21        | Jesús Liranzo (VEN)    | 385,55 | 21        | Gick inte vidare | Gick inte vidare | Gick inte vidare | Gick inte vidare | Gick inte vidare | Gick inte vidare | Gick inte vidare | Gick inte vidare | Gick inte vidare |
| 22        | Ooi Tze Liang (MAS)    | 379,50 | 22        | Gick inte vidare | Gick inte vidare | Gick inte vidare | Gick inte vidare | Gick inte vidare | Gick inte vidare | Gick inte vidare | Gick inte vidare | Gick inte vidare |
| 23        | Robert Páez (VEN)      | 378,20 | 23        | Gick inte vidare | Gick inte vidare | Gick inte vidare | Gick inte vidare | Gick inte vidare | Gick inte vidare | Gick inte vidare | Gick inte vidare | Gick inte vidare |
| 24        | Vadim Kaptur (BLR)     | 353,85 | 24        | Gick inte vidare | Gick inte vidare | Gick inte vidare | Gick inte vidare | Gick inte vidare | Gick inte vidare | Gick inte vidare | Gick inte vidare | Gick inte vidare |
| 25        | Sebastián Villa (COL)  | 350,40 | 25        | Gick inte vidare | Gick inte vidare | Gick inte vidare | Gick inte vidare | Gick inte vidare | Gick inte vidare | Gick inte vidare | Gick inte vidare | Gick inte vidare |
| 26        | Jauheni Karaliou (BLR) | 347,80 | 26        | Gick inte vidare | Gick inte vidare | Gick inte vidare | Gick inte vidare | Gick inte vidare | Gick inte vidare | Gick inte vidare | Gick inte vidare | Gick inte vidare |
| 27        | Maicol Verzotto (ITA)  | 313,10 | 27        | Gick inte vidare | Gick inte vidare | Gick inte vidare | Gick inte vidare | Gick inte vidare | Gick inte vidare | Gick inte vidare | Gick inte vidare | Gick inte vidare |
| 28        | Mohab El-Kordy (EGY)   | 305,50 | 28        | Gick inte vidare | Gick inte vidare | Gick inte vidare | Gick inte vidare | Gick inte vidare | Gick inte vidare | Gick inte vidare | Gick inte vidare | Gick inte vidare |